# Reowiskozymetr
Reowiskozymetr – rodzaj lepkościomierza (wiskozymetru) – przyrządu pomiarowego służącego do pomiaru lepkości cieczy.
Pomiar polega na wyznaczeniu prędkości opadania w badanej cieczy kulki. W reowiskozymetrze kulka połączona jest z dźwignią obciążoną ciężarkiem o regulowanym położeniu. Ciężarek służy do skompensowania siły wyporu cieczy. Jego położenie ustala się przy nieruchomej kulce. W rezultacie prędkość ruchu kulki w cieczy zależy tylko od siły oporu ośrodka, a wyznaczenie tej siły umożliwia wyznaczenie współczynnika lepkości danej cieczy ze wzoru Stokesa.
Przykładem reowiskozymetru jest lepkościomierz Höpplera.